# Копач Іван Симонович
Іван Симонович Копач (псевд. і крипт.: Народовець, Г. Кичун, І. К., К. І., І. К-ч; 4 березня 1870, с. Грозьово, нині Старосамбірський район Львівська область — 7 жовтня 1952, м. Львів) — український релігійний та громадський діяч, педагог, мовознавець, літературознавець. Доктор філософії (1901), професор.
Один із представників галицької інтелігенції, який усе своє життя служив науці й українському народові.

## Життєпис

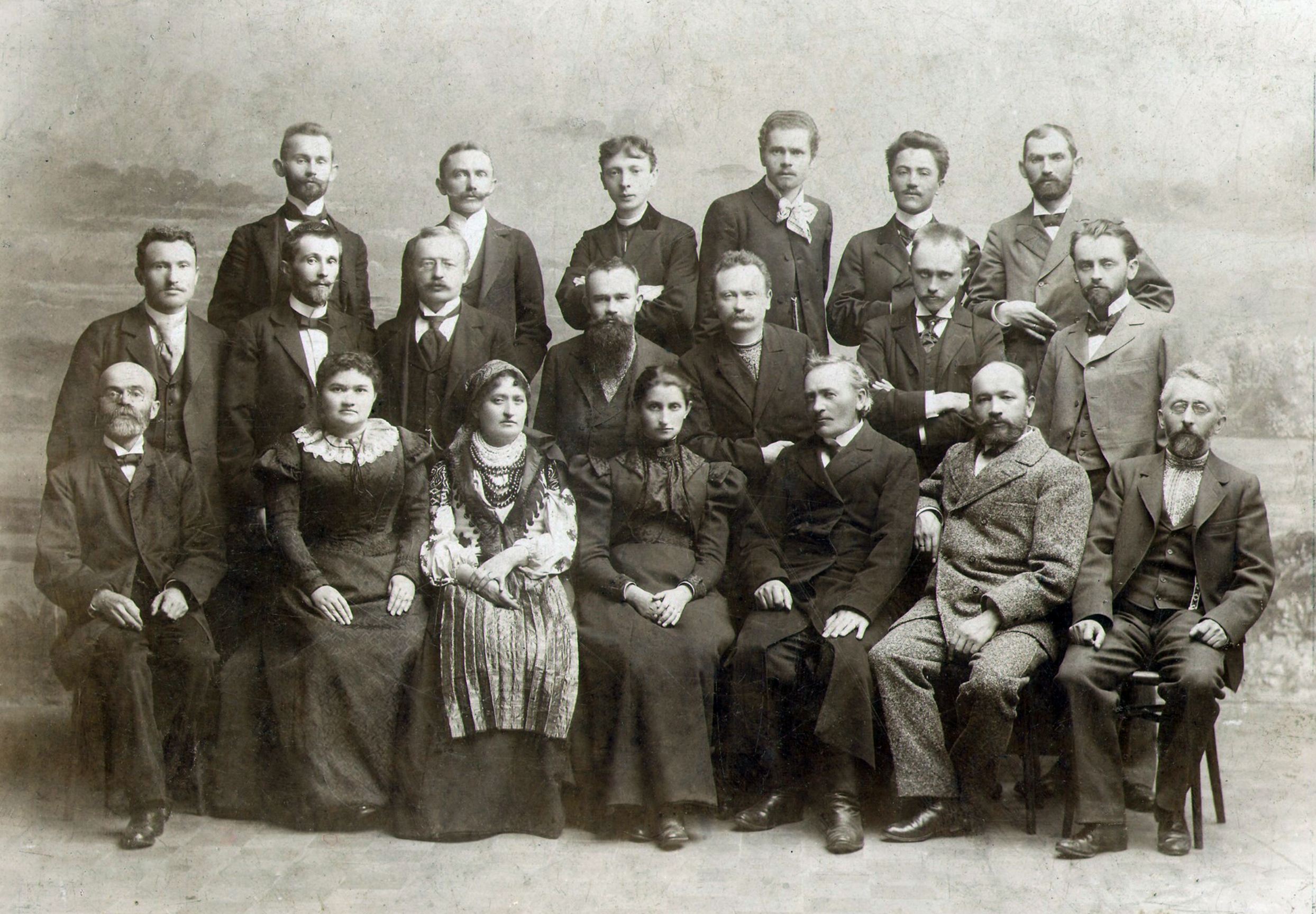
Учасники з'їзду українських письменників у Львові з нагоди 100-ліття виходу в світ «Енеїди» Котляревського, 1898 р.: Сидять у першому ряду: М. Павлик, Є. Ярошинська, Н. Кобринська, О. Кобилянська, С. Лепкий, А. Чайковський, К. Паньківський. Стоять у другому ряду: І. Копач, В. Гнатюк, О. Маковей, М. Грушевський, І. Франко, О. Колесса, Б. Лепкий. Стоять у третьому ряду: І. Петрушевич, Ф. Колесса, Й. Кишакевич, І. Труш, Д. Лукіянович, М. Івасюк.

Іван Копач народився 4 березня 1870 року в селі Грозьова Старосамбірського повіту на Львівщині.
Навчався в цісарсько-королівській окружній головній школі при монастирі оо. Василіян у Лаврові (1879—1881), закінчив чотири класи нижчої гімназії при монастирі отців Василіян у місті Бучачі (1881—1885). Вищі гімназійні студії закінчив у місті Дрогобичі (1889). Від жовтня 1891 року до вересня 1892 року відбув однорічну військову службу та став офіцером запасу. Потім студіював філософію, слов'янську та класичну філологію на філософському факультеті Львівського університету, який закінчив у 1894 році.
Працював учителем гімназій у містах Тернопіль (Перша гімназія, 1897—1901) та Львів (Львівська академічна гімназія, 1896—1897 і 1901—1908), викладав у Львівському університеті. Професор Степан Шах у спогадах про Академічну гімназію згадує, що Іван Копач був «найспосібнішим інспектором у передвоєнній Шкільній Раді Краєвій і в повоєнній Львівській Шкільній Кураторії, який здобув собі своїм глибоким знанням подивугідний авторитет навіть серед поляків; був це також найталановитіший професор, якого Академічна гімназія перед першою світовою війною мала». У 1901 році захистив докторську дисертацію і був кандидатом на посаду професора філософії у Львівському університеті, однак зайняти це місце йому, як українцеві, не судилося.
Здійснив три наукові подорожі:
- улітку 1900 року — до Відня (вступив до віденської «Січі»), Мюнхена, Дрездена та Берліна;
- улітку 1901 року — до Відня та Берліна;
- дворічну подорож до Берліна (1903—1904) для підготовки габілітації з класичної філології у Львівському університеті.

Голова товариств «Тернопільський Боян» та «Українська бесіда». У 1935 році доктора Івана Копача обрано дійсним членом Наукового товариства імені Тараса Шевченка.
Друкувався в «Записках Наукового товариства ім. Шевченка», часописі «Літературно-Науковий Вістник», виступав із публіцистичними статтями на сторінках часописів «Діло», «Зоря», «Львівські вісті», «Мета», «Руслан», «Сокільські вісти», «Учитель» (у 1907—1908 роках був редактором цього часопису) та інших.
Від 1909 року впродовж 20 років — шкільний інспектор у Галицькій крайовій шкільній раді та візитатор українських шкіл кураторії Львівської округи. Під час другої світової війни, як зазначає І. Копач в автобіографії, «був у Львові і заробляв собі на прожиток по змозі науково в Українськім Видавництві, а від Х. 1942 также в Маслосоюзі як завідатель регістратури та учитель німецької мови». З вересня 1945 року Івана Копача призначили на посаду старшого викладача класичної філології Львівського державного університету імені Івана Франка.
Відійшов у засвіти 7 жовтня 1952 року у Львові, на 83-му році життя. Місце поховання невідоме (за іншими даними, похований на Личаківському цвинтарі).

## Іван Копач та Іван Франко
Точна дата знайомства Івана Копача з Іваном Франком невідома, однак про досить тривале спілкування свідчить оповідання «Борис Граб», яке письменник опублікував ще в 1890 році в часописі «Зоря» з присвятою докторові Івану Копачеві. Цього ж року Франко згадує І. Копача як члена слов'янського гуртка в статті «Kółko słowiańskie», опублікованій у газеті «Kurjer Lwowski».
Об'єктом дослідження є сім відомих на сьогодні листів Івана Копача до Івана Франка, які охоплюють 1897—1906 роки та зберігаються у Відділі рукописних фондів та текстології інституту літератури імені Тараса Шевченка НАН України в Києві у фонді І. Франка, а копії листів — у львівському національному літературно-меморіальному музеї Івана Франка.
У листах Іван Копач звертався до Івана Франка здебільшого у справі редагування та публікації своїх статей у «Літературно-науковому віснику». Оскільки І. Франко редагував і друкував у часописі статті І. Копача, можемо зробити висновок, що проблеми, яких торкався автор, були цікавими та актуальними і відповідали тематиці «Літературно-наукового вісника».

## Праці
- Автор наукових праць і рецензій у «Записках НТШ», українських часописах; редактор шкільних підручників.
- Співавтор підручника вправ із латинської мови для гімназій, автор книги «З моїх сокільських споминів» (Л., 1934).